# Dziura Wyżnia – Lisia Jama
Dziura Wyżnia – Lisia Jama – system dwóch jaskiń w Dolinie ku Dziurze w Tatrach Zachodnich. Wejścia do niego znajdują się na wschodnim stoku Doliny ku Dziurze, w tej samej skale co jaskinia Dziura, lecz od strony południowej, na wysokości 1040 metrów n.p.m. (Dziura Wyżnia) i 1037 metrów n.p.m. (Lisia Jama). Długość tego systemu jaskiniowego wynosi około 160 metrów, a jego deniwelacja 14 metrów.

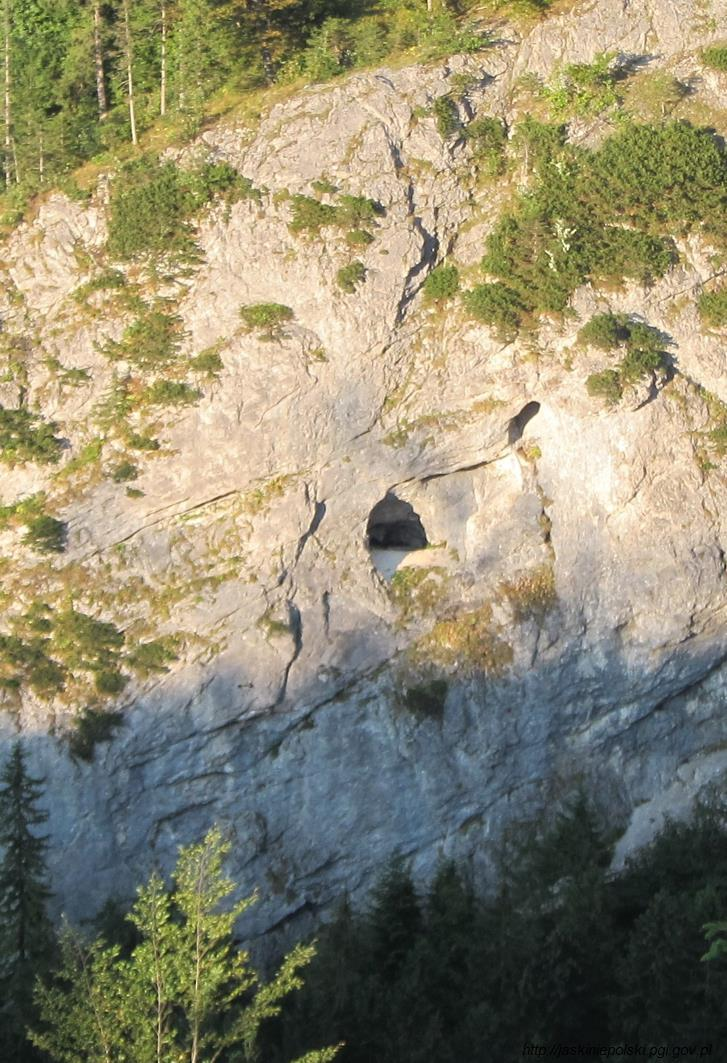
Otwór Dziury Wyżniej

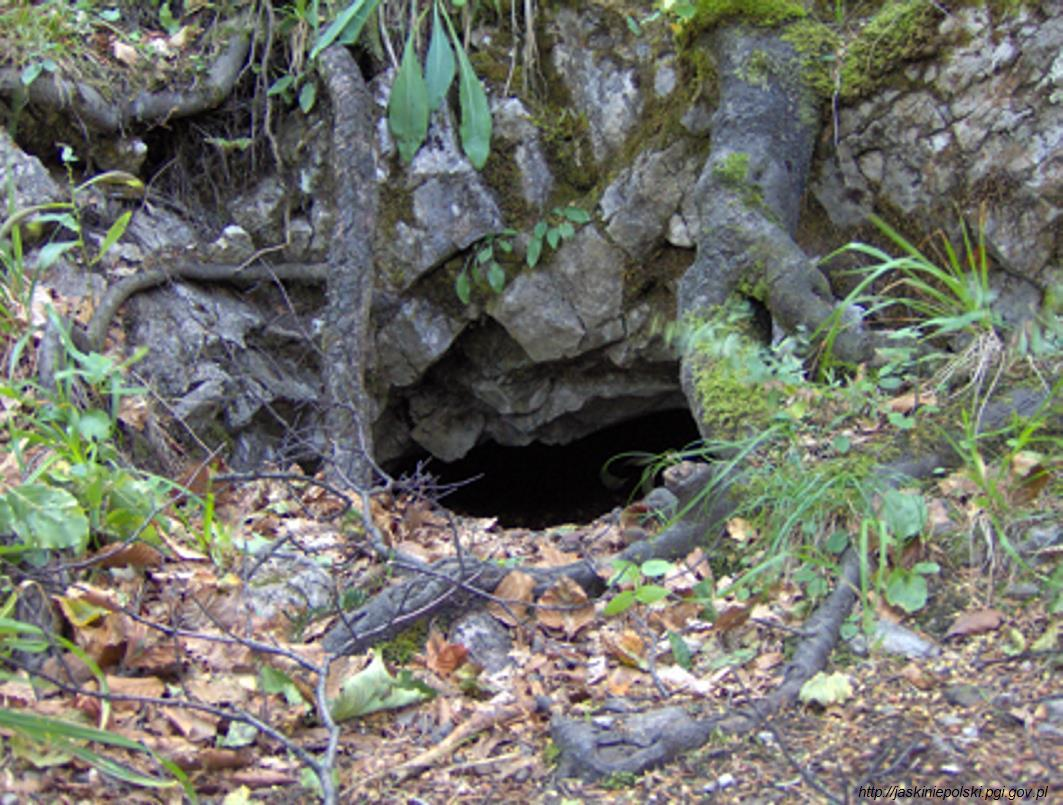
Otwór Lisiej Jamy

## Opis jaskini

### Dziura Wyżnia
Ciąg główny prowadzi od otworu przez niewielką salkę (odchodzą stąd dwa krótkie, boczne odgałęzienia) do następnej salki z wykopem w namulisku, a następnie przez próg z want do poprzecznego korytarza. Na lewo kończy się on ślepo (znajduje się tu niewielkie jeziorko). Na prawo w korytarzu są dwa niewielkie przejścia, za którymi znajduje się skomplikowany system korytarzyków. Na jego końcu znajduje się zacisk prowadzący do Lisiej Jamy.

### Lisia Jama
Jaskinię stanowi salka, z której prowadzi w dół zwężający się korytarzyk doprowadzający do zacisku. Za nim znajduje się jaskinia Dziura Wyżnia.

## Przyroda
W końcowej części Dziury Wyżniej licznie występowały nacieki, zwłaszcza stalagmity (o wysokości do 1,5 m), zostały one jednak zniszczone. W wielu miejscach dno było rozkopywane. Najwięcej zniszczeń dokonano w latach międzywojennych. Jeden wielki stalagmit z tej jaskini znajduje się w Muzeum Tatrzańskim w Zakopanem.

## Historia odkryć
Jaskinie Dziura Wyżnia i Lisia Jama zostały odkryte i zbadane w latach 1929-1939 przez braci Zwolińskich. W pierwszej połowie lat 80. XX wieku w czasie kolejnych badań udało się je połączyć w jeden system jaskiniowy.